# Disney Television Animation
Disney Television Animation (DTVA) (cunoscut anterior ca Walt Disney Pictures Television Animation Group și Walt Disney Television Animation) este un studio de animație american care servește drept componentă de producție de animație pentru televiziune a Disney Branded Television, o divizie a Disney General Entertainment Content, care este o divizie a Disney Entertainment. Studioul a fost înființat inițial în 1984, de Gary Krisel, în timpul reorganizării și reîncorporarii ulterioare a Disney, după sosirea directorului general de atunci, Michael Eisner, în acel an.
Divizia este responsabilă pentru dezvoltarea și producerea de seriale de televiziune animate, filme, programe speciale și scurtmetraje pentru difuzare pe canalele marca Disney; Disney Channel, Disney XD și Disney Jr., precum și Disney+.

## Istorie
The Walt Disney Company s-a aventurat pentru prima dată în industria televiziunii încă din 1950, începând cu specialul de Crăciun de o oră, One Hour in Wonderland. Acesta a fost urmat de specialul de Crăciun din 1951, The Walt Disney Christmas Show, seria de antologie de lungă durată (1954–2008), The Wonderful World of Disney (care a fost primul serial regulat Disney în ansamblu), spectacolul de varietăți pentru copii The Mickey Mouse Club și seria de aventuri, Zorro (1957–1959).
Cu toate acestea, un element lipsea din expansiunea Disney în televiziune: un serial de televiziune animat original. Până la începutul anilor '80, studioul nu și-a produs niciodată propriile seriale animate originale, deoarece Walt Disney a simțit că este imposibil din punct de vedere economic. Aproape toate animațiile TV de dinainte de 1985 au fost segmente înglobate realizate pentru a elimina golurile din materialul teatral existent din The Wonderful World of Disney. Osamu Tezuka l-a întâlnit pe Walt la Târgul Mondial din 1964, moment în care Disney a spus că speră să „facă ceva asemănător” cu Astro Boy al lui Tezuka, dar, din păcate, nu a rezultat nimic.